# Hellenenbund
Hellenenbund ist eine moderne Bezeichnung für die 481 v. Chr. von mehreren freien griechischen Poleis gegründete Symmachie zur Abwehr des Perserreiches.

## Forschung

### Namensgebung
Da die Quellen keine eindeutige Bezeichnung für das Bündnis nennen, hat die Forschung mehrere Bezeichnungen für das Verteidigungsbündnis vorgeschlagen, darunter Hellenenbund, hellenische Eidgenossenschaft bzw. Hellenischer Bund. In der Bezeichnung kommt die These zum Ausdruck, dass sich alle Hellenen zum gemeinsamen Kampf gegen die Perser verbünden sollten, wie es auch Herodot beschreibt. Zudem sollte die Strafandrohung gegen die Verweigerer im Namen der „Hellenen“ erfolgen und die Verbündeten bezeichneten sich anscheinend auch selbst als „Hellenen“.

## Geschichte
Im Herbst 481 v. Chr. trafen sich Gesandte aus ca. 30 griechischen Poleis auf Einladung Spartas am Isthmos von Korinth. Sie schlossen unter Eid ein Militärbündnis gegen das Perserreich (symmachia). Insgesamt waren 31, abgesehen von Athen, Sparta und Korinth weniger bedeutende griechische Städte daran beteiligt. Bedeutende Städte und Gebiete wie Argos, Theben, Thessalien und die italischen Griechen blieben dem Bündnis fern.
Das Bündnis hat am Anfang jedoch Wirkung gezeigt, da einige Mittelstaaten zum Beispiel die Thebaner von ihrem pro-persischen Kurs abgebracht werden konnten. Bei sehr großen Poleis ist es eher schwierig gewesen diese von dem Bündnis zu überzeugen (Kreta und Kerkyra). Da die Poleis innerhalb des Bundes noch eine gewisse Unabhängigkeit innehatten, gab es häufig Konflikte und Probleme im Zusammenhang mit dem militärischen Oberbefehl. Zudem hat es unterschiedliche Meinungen gegeben, was Politik und Militär angeht.
Bevor erste Erfolge kamen, mussten auch Niederlagen eingesteckt werden unter anderem beim Thermopylenpass. Viele militärische Operationen seien schlecht vorbereitet und politische Spannungen an der Tagesordnung gewesen. Die Probleme seine nur kurze Zeit im Jahr 481 v. Chr. durch die Eidesleistung der Hellenen beseitigt worden.
Die Schlangensäule, die nach den griechischen Siegen über die Perser als Weihegeschenk in Delphi aufgestellt wurde, enthält zwar die Namen von 31 Bündnisteilnehmern, jedoch stießen auch nach dem ersten Treffen wohl noch weitere Poleis dazu. Nach dem Sieg in den Schlachten von Salamis (480 v. Chr.), Plataiai (479 v. Chr.) und Mykale (479 v. Chr.) lockerte sich das Bündnis, welches formal unter der Führung Spartas gestanden hatte. Viele griechische Städte erklärten, dass sie nicht mehr persischen Befehlen folgen. Es kam immer wieder zu Konflikten zwischen Sparta und Athen, so auch bei der Konferenz nach der Schlacht von Mykale auf der Insel Samos, diese sollte auch zur Klärung dienen, ob man Ionier in den Bund aufnimmt.
Aufgrund der Weigerung der Spartaner, den Schutz der Griechen in Kleinasien zu übernehmen, kam es 478/77 v. Chr. zum Hegemoniewechsel vor Byzanz und somit zur Gründung des von Athen geführten attischen Seebunds, was der Anfang der Rivalität zwischen Athen und Sparta war, welche schließlich zum Peloponnesischen Krieg führte.